# ترستینیتسه (ناحیه زنویمو)
ترستینیتسه (به چکی: Trstěnice) یک منطقهٔ مسکونی در جمهوری چک است که در ناحیه زنویمو واقع شده‌است. ترستینیتسه ۱۴٫۳۸ کیلومتر مربع مساحت و ۵۶۳ نفر جمعیت دارد و ۲۵۸ متر بالاتر از سطح دریا واقع شده‌است.